# Dachsberger Bach
Der Dachsberger Bach (auch Gallsbach) ist ein Fluss in Oberösterreich.
Er entspringt unterhalb der ehemaligen „Veste Tachsperg“ in der Nähe von Schloss Dachsberg, durchfließt Ober-, Mitter- und Untergallsbach und fließt bei Kalköfen in den Lengauer Bach, der kurz danach in den Innbach mündet.
Der ältere Name ist Gallsbach. Das früheste Schriftzeugnis ist von 1111 und lautet „Geilspach“. Der Name geht auf den althochdeutschen Personennamen Geili zurück.